# Microchaetona dolichotarsis
Microchaetona dolichotarsis là một loài ruồi trong họ Tachinidae.